# Brad Delp
Brad Delp, właściwie Bradley Delp (ur. 12 czerwca 1951 w Danvers, zm. 9 marca 2007 w Atkinson) – amerykański piosenkarz, wokalista formacji Boston.

## Życiorys
Wraz z Tomem Scholzem, gitarzystą Barrym Goudreau, basistą Franem Sheehanem oraz perkusistą Hohnem Hashianem założył w 1971 zespół Boston. W 1975 zespół podpisał kontrakt płytowy, a ich pierwsza płyta przez dziesięć lat była najlepiej sprzedającym się rockowym debiutem. Brad Delp jako wokalista uczestniczył w nagraniu wszystkich największych przebojów zespołu w tym między innymi: "Amanda", "More Than A Feeling", "Foreplay/Long Time", "Don't Look Back" i "Peace of Mind". Po raz ostatni zespół wystąpił wspólnie z Delpem w listopadzie 2006.
Poza grą w Boston wokalista współpracował także z Keithem Emersonem, Orion the Hunter, RTZ, Peterem Wolfem oraz formacją założoną przez basistę Boston Barry'ego Goudreau – Return to Zero.
Muzyk zmarł śmiercią samobójczą w swoim domu. Przyczyną zgonu było zatrucie oparami samochodowymi doprowadzonymi z rury wydechowej aż do łazienki, gdzie znaleziono ciało Delpa. Wokalista tuż przed śmiercią, około godziny 13:20, wezwał telefonicznie do swojego domu policję, która odnalazła jego ciało.

## Dyskografia wspólnie z Boston
- Boston (1976)
- Don't Look Back (1978)
- Third Stage (1986)
- Corporate America (2002)